# Caladenia versicolor
Caladenia versicolor är en orkidéart som beskrevs av Geoffrey William Carr. Caladenia versicolor ingår i släktet Caladenia och familjen orkidéer. Inga underarter finns listade i Catalogue of Life.

## Bildgalleri

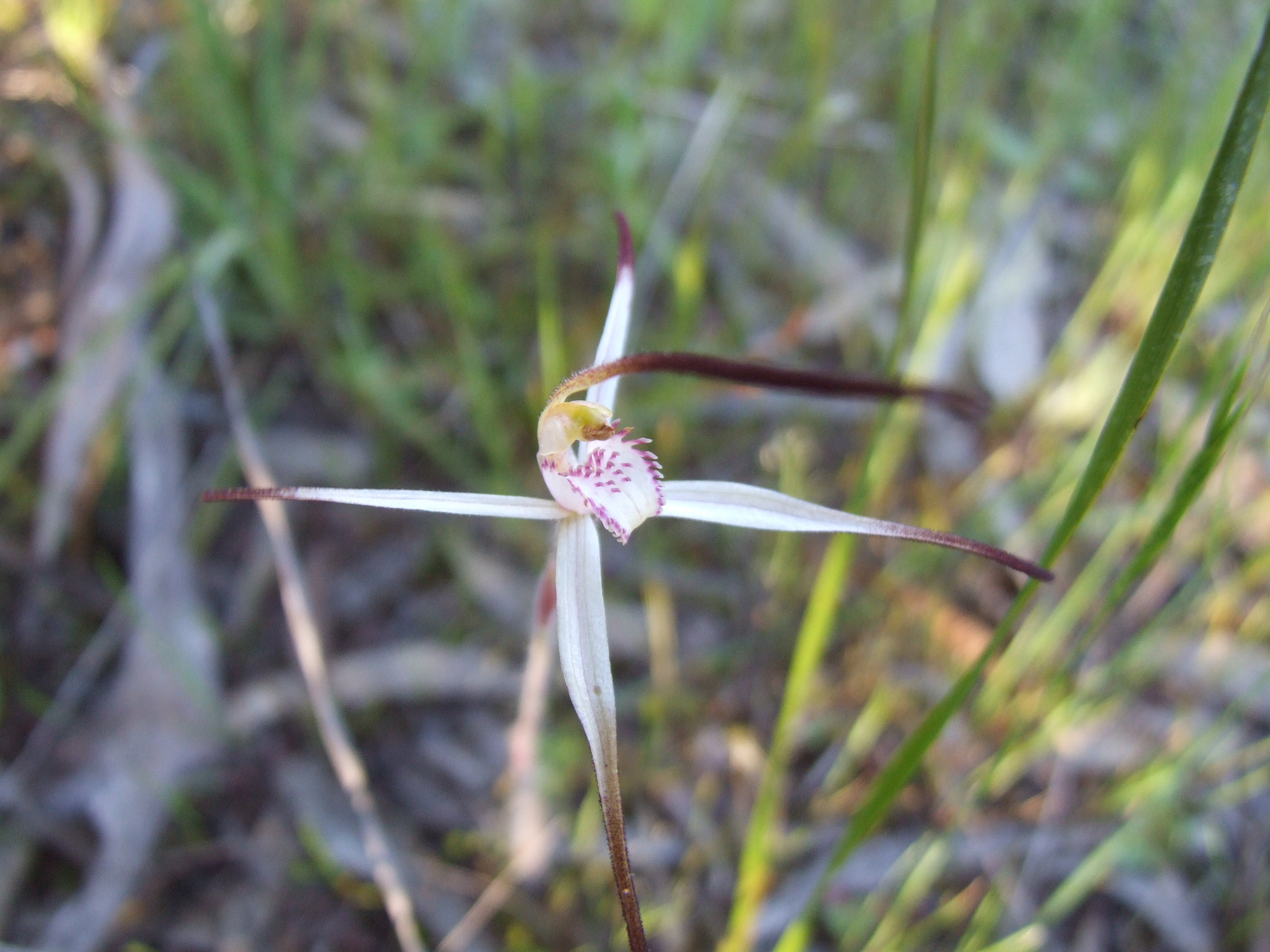